# Седуново (Вологодская область)
Седуново — деревня в Бабаевском районе Вологодской области.
Входит в состав Санинского сельского поселения, с точки зрения административно-территориального деления — в Санинский сельсовет.
Расположена на правом берегу реки Колпца. Расстояние по автодороге до районного центра Бабаево составляет 29 км, до центра муниципального образования деревни Санинская — 3 км. Ближайшие населённые пункты — Амосово, Дедовец, Дубинино, Ладышкино, Серково.
Население по данным переписи 2002 года — 2 человека.